# Gerhardt Poulsen
Poul Gerhardt Christian Poulsen (1. september 1883 i Odense – 26. oktober 1918 i Odense) var en dansk arkitekt, der stod for en række byggerier i nybarok stil primært i Odense i tiden omkring 1. verdenskrig. Han væsentligste værk er herregården Gjeddesdal ved Greve.

## Uddannelse
Arkitekt Gerhardt Poulsen var søn af tømrermester, senere kreditforeningsdirektør Peder Poulsen og Maren født Jørgensen og havde selv tømrerbaggrund. Han fik eksamen fra Odense Tekniske Skole i 1901 og tog i 1908 afgang som arkitekt fra Kunstakademiet, hvorefter han rejste til Grækenland for at foretage opmålinger af klassisk arkitektur for L'École française d'Athènes. Frem til 1911 var han en respekteret medarbejder ved udgravningerne i Athen og på Delos. I 1916 modtog han Akademiets lillle guldmedalje for et forslag til en Børs for en nordisk Hovedstad.

## Karriere
I 1917 nedsatte Poulsen sig som selvstændig arkitekt i sin fødeby Odense, men inden da havde han blandt andet tegnet mineralvandsfabrikken Odense Bryggeri, tre broer i samarbejde med Vilhelm Petersen og Hjalmar Kjær (Kastaniebro, Klarebro og Tietgensbro), deltaget i konkurrencen om genopbygningen af Christiansborg Slot som medarbejder hos Mogens Clemmensen og været assistent på Kunstakademiets Arkitektskole. Han var desuden medlem af Akademisk Arkitektforenings bestyrelse indtil sin tidlige død.
Han blev gift 9. november 1912 i Athen med Dagmar Sophie Rahbek (23. juli 1890 i Athen – 22. september 1919 i Odense), datter af dansk oberstløjtnant, kongelig dyrlæge Alfred Johan Sophus Rahbek og Sevasti Bloumou. I 1918 ramtes han af den spanske syge og døde, hans græsk-danske hustru døde året efter. Parret er begravet i Odense.

## Værker
(I Odense, hvor ikke andet er nævnt)
- Kastanievejens Bro (1908, sammen med Jens Vilhelm Petersen og Hjalmar Kjær).
- Klarebro (1911, sammen med samme).
- Mineralvandsfabrik, Odense Bryggeri (1915).
- Hovedbygning, herregården Gjeddesdal, Kildebrønde (1917-18).
- Villa, Vestergade 39 (1918).
- Tilbygning, Østre Kommuneskole, Danmarksgade (1918-20).
- Tietgensbro (Odense) (1919-21, sammen med samme, ombygget 1956).
- Middelfart Alderdomshjem, Middelfart (1919).
- Flere villaer i Odense.
- Trappegelænder på proprietærgården Barfredshøj ved Greve (1916).

### Konkurrencer
- Randers Teater (1903).
- Stationsbygninger, Almindingen-Gudhjem Banen, Bornholm (1915).
- Børs (1915-16).
- Lysmaster (1915).

### Skriftlige arbejder
- Architekten 1910, 285-95 (Rejsebrev fra Delos).